# Fleet (Hampshire)
Fleet ist eine englische Stadt mit gut 30.000 Einwohnern im Hart District in Hampshire in der Region South East England und liegt 60 km westlich von London.

## Persönlichkeiten
- John Feaver (* 1952), Tennisspieler
- Raquel Cassidy (* 1968), Schauspielerin
- Juliet Aubrey (* 1966), Schauspielerin
- Neil Etheridge (* 1990), Fußballspieler
- Justin Rose (* 1980), Golfspieler